# Distretto di Paccha (Yauli)
Il distretto di Paccha  è uno dei dieci distretti della provincia di Yauli, in Perù. Si trova nella regione di Junín e si estende su una superficie di  323,69 chilometri quadrati.